# 85308 Atsushimori
85308 Atsushimori este un asteroid din centura principală de asteroizi.

## Descriere
85308 Atsushimori este un asteroid din centura principală de asteroizi. A fost descoperit pe 30 noiembrie 1994 la Kuma Kogen de Akimasa Nakamura. Asteroidul prezintă o orbită caracterizată de o semiaxă mare de 2,29 ua, o excentricitate de 0,18 și o înclinație de 5,2° în raport cu ecliptica.